# Amber Rolfzen
Amber Rolfzen (ur. 25 sierpnia 1994 w Papillion) – amerykańska siatkarka, grająca na pozycji środkowej. Od sezonu 2018/2019 występuje we włoskiej Serie A, w drużynie Reale Mutua Fenera Chieri.
Jej siostra bliźniaczka Kadie, również jest siatkarką. 

## Sukcesy klubowe
Mistrzostwa NCAA:
- 2015
- 2016

Mistrzostwo Francji:
- 2018

Puchar Francji:
- 2019[2]

## Sukcesy reprezentacyjne
Mistrzostwa Ameryki Północnej, Środkowej i Karaibów Juniorek:
- 2012

Puchar Panamerykański:
- 2017

## Nagrody indywidualne
- 2015: Najlepsza blokująca Mistrzostw NCAA w sezonie 2014/2015